# 朱瞻垍
梁莊王朱瞻垍（1411年7月7日—1441年2月3日），是明仁宗朱高熾庶九子，母恭肅貴妃郭氏，明朝第一代亦為唯一一代梁王。

## 生平
朱瞻垍生于永樂九年六月十七日（1411年7月7日）。永樂二十二年十月十一日（1424年11月1日）受封梁王，宣德四年八月初三日（1429年9月1日）就藩于安陸州，居住在原郢靖王朱栋的旧王府。
正統六年正月十二日（1441年2月3日）朱瞻垍去世，享年30岁，在位17年。諡號莊王，葬瑜靈山，无子国除。

## 家庭
王妃紀氏，紀詹之女，早逝；繼妃魏氏（1414年－1451年），魏亨之女，1433年7月17日由梁王兄明宣宗册为继妃；妾张氏。
张氏封为王夫人，在梁庄王死后掌管梁王府事务。成化十六年（1480年）她去世后，梁王府所遗留的庄园、田产等由襄王府带管。
侧室张氏生有两个女儿：长封新宁郡主，配仪宾陈宾；次封宁远郡主，配仪宾张镒。

## 陵墓

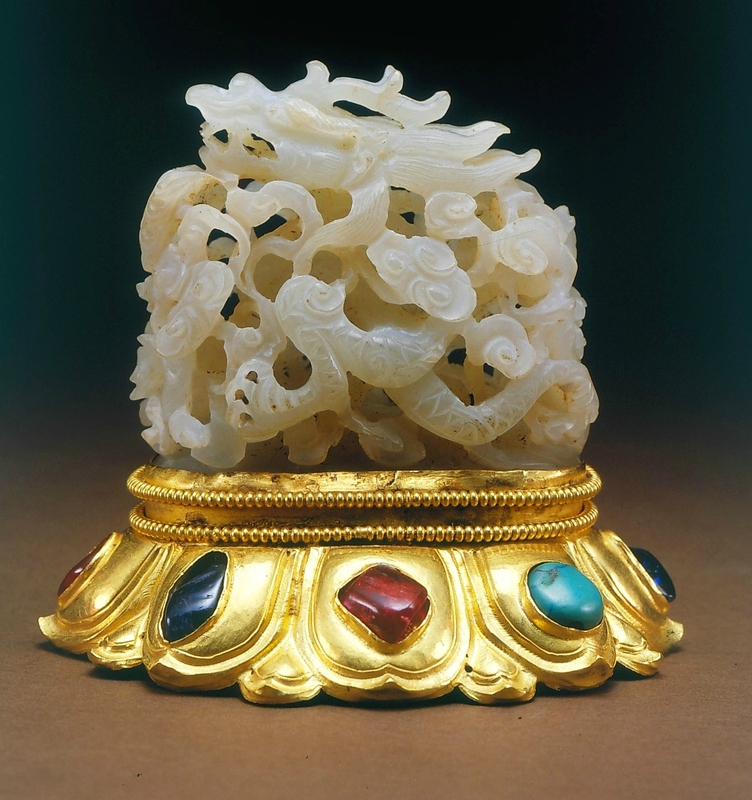
梁庄王墓出土的金镶宝石白玉镂空云龙帽顶（现藏湖北省博物馆）

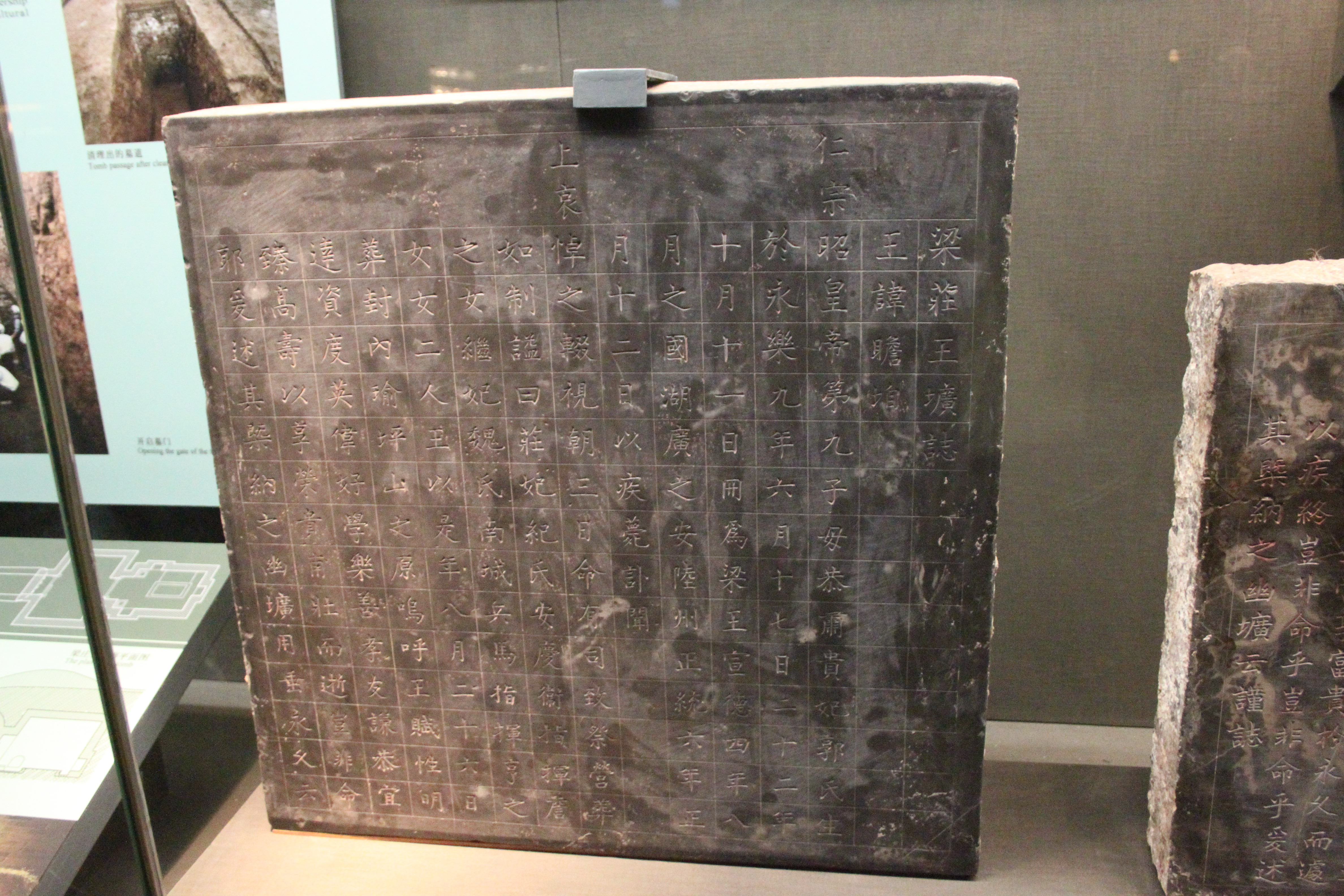
梁庄王墓圹志志底（现藏湖北省博物馆）

梁庄王墓，据《兴都志》记载，“在兴都城南四十五里城南村瑜灵山”（即今湖北省荆门市钟祥市长滩镇大洪村二组之龙山坡）。茔园建筑，除地宫保存完整外，地面建筑已因岁月沧桑荡然无存。
2001年国家文物局批准进行考古发掘，出土有金、银、玉、宝石、铜、铁、铝、锡、瓷、陶、石、骨角器等共计5,300余件，还有梁庄王和梁王妃魏氏的圹志文，其中更發掘出疑似鄭和自西洋帶回的金器。

### 梁庄王圹志文
|  | 王讳瞻垍，仁宗昭皇帝第九子，母恭肃贵妃郭氏。生于永乐九年六月十七日，二十二年十月十一日册封为梁王，宣德四年八月之国湖广之安陆州，正统六年正月十二日以疾薨。讣闻，上哀悼之，辍视朝三日，命有司致祭，营葬如制，谥曰‘庄’。妃纪氏，安庆卫指挥詹之女。继妃魏氏，南城兵马指挥亨之女。女二人。王以是年八月二十六日葬封内瑜坪山之原。呜呼！王赋性明远，资度英伟，好学乐善，孝友谦恭，宜臻高寿，以享荣贵。甫壮而逝，岂非命耶？爰述其既，纳之幽圹，用垂永久云。 |

### 大明梁庄王妃圹志文
|  | 梁庄王妃魏氏，南城兵马指挥亨之女，母陈氏。生有淑德。宣德八年七月初三日册封为梁王妃，正统六年正月十二日王以疾薨。欲随王逝，承奉司奏，蒙圣恩怜悯，遂降敕旨存留。抚养王二幼女，仍主王宫之事。景泰二年三月十七日以疾薨。得年三十有八，无子以薨。之年九月初七日葬封内瑜灵山之原，同王之圹。於乎！妃生于文臣之女，选配王室。正当享富贵于永久，而遽以疾终，岂非命乎。爰述其既，纳之幽圹云。谨志。 |